# Real Balompédica Linense
A Real Balompédica Linense é um clube espanhol de futebol do Campo de Gibraltar. Disputa as divisões inferiores do Campeonato Espanhol de Futebol.
Na temporada 2011-12, foi eliminado nos play-offs da Terceira Divisão Espanhola pelo Tenerife.